# Paepalanthus kanaii
Paepalanthus kanaii är en gräsväxtart som beskrevs av Yoshisuke Satake. Paepalanthus kanaii ingår i släktet Paepalanthus och familjen Eriocaulaceae. Inga underarter finns listade i Catalogue of Life.